# Amsterdam (New York)
Pour les articles homonymes, voir Amsterdam (homonymie).
Ne doit pas être confondu avec Amsterdam (town, New York).
Amsterdam est une municipalité (de type city) située dans le comté de Montgomery, dans l'État de New York, aux États-Unis. Elle est entourée sur ses côtés nord, est et ouest par la town d'Amsterdam. La ville est traversée par la rivière Mohawk.

## Histoire
La commune s'appelait à l'origine « Veedersburgh ». Elle prend le nom d'Amsterdam en 1803. Par de nouvelles acquisitions en 1854, 1865 et 1875, la ville s'étend. En 1885, Amsterdam devint une ville et elle s'agrandit par l'annexion du village de Port Jackson.

## Géographie
La State Route 30 croise la rivière Mohawk et relie la partie principale de la ville au Thruway.
Selon le Bureau du recensement des États-Unis, la ville couvre une surface de 16,3 km2, dont 15,4 km2 de terres et 0,9 km2 d'eau.

## Industrie
Historiquement, la ville est connue pour ses industries du tapis ; elle est le lieu d'implantation des entreprises Bigelow-Sanford et Mohawk Mills Carpet. Au début des années 1980, Coleco y était aussi implantée, fabricant de Colecovision, Cabbage Patch Kids et de Coleco Adam computer.
Au dix-neuvième siècle la ville était aussi connue pour sa production de sonnettes, textiles, et boutons-poussoirs. L'industrie lourde se compose entre autres de Longview Fiber Co., Fownes Glove Co. en Fiber Glass Industries (FGI)

## Maires
John Carmichael 1885
Harlan P. Kline 1886
Thomas Liddle 1887-88
John F. Dwyer 1889
Hicks B. Waldron 1890
William A. Breedon 1891-1892
Charles S. Nisbet 1893
George R. Hannon 1894
William A. Fisher 1895-1896
William H. Kafman 1897
Zerah S. Westbrook 1898-1899
Samuel Wallin 1900-1901
William A. Gardner 1902-1903
Robert N. Clark 1904-1905
Jacob H. Dealy 1906-1909
Seely Conover 1910-1911
Jacob H. Dealy 1912-1913
James R. Cline 1914-1917
Seely Conover 1918-1919
Theron Akin 1920-1923
Carl S. Salmon 1924-1929
William A. Gardner 1930-1931
Robert B. Brumagin 1932-1933
Arthur Carter (D) 1934-1943
Wilbur H. Lynch 1944-1945
Joseph P. Hand 1946-1947
Burtiss E. Deal 1948-1955
Frank J. Martuscello (R) 1956-1957
Thomas F. Gregg (D) 1958-1959
Frank J. Martuscello (R) 1960-1963
Marcus I. Breier (R) 1964-1967
John P. Gomulka (D) 1968-1979
Mario Villa (R) 1980-1987
Paul Parillo (D) 1988-1991
Mario Villa (R) 1992-1995
John M. Duchessi (D) 1996-2003
Joseph Emmanuelle (R) 2004-2007
Ann M. Thane (D) 2008-2015
Michael Villa (R) 2016–aujourd'hui
(R = Républicain; D = Démocrate)

## Enseignement
Écoles publiques
Enseignement primaire
- William H. Barkley Elementary
- William B. Tecler Elementary
- Clara Bacon Elementary (fermée)
- Raphael J. McNulty Academy for International Studies and Literacy
- Marie Curie "Eastside" Elementary

Enseignement secondaire
- Wilbur H. Lynch Middle School
- Amsterdam High School

Cours privés
- Saint Stanislaus (fermé)
- Saint Mary's Institute
- Bishop Scully High School (fermé)

Collèges
- Fulton Montgomery Community College